# Uriah Arnhem
Uriah Arnhem (Rotterdam, 9 januari 1982) is een Nederlands acteur en stand-upcomedian.
Arnhem is geboren en getogen in de Rotterdamse stadsdeel Overschie. Hij is een Nederlands acteur van Surinaamse afkomst en vormde samen met Noël Deelen een cabaretduo. Hij speelde onder meer in de televisieserie Popoz diverse personages en de hoofdrol in de reclamespotjes van Hi totdat de naam in 2015 veranderde in KPN. In 2005 was hij medeoprichter van een productiebedrijf. In 2019 was hij eigenaar geworden van een vegan-restaurant.